# Reframe THEATER EXPERIENCE with you
『Reframe THEATER EXPERIENCE with you』（リフレーム シアター エクスペリエンス ウィズ ユー）は、2020年9月4日に2週間限定で公開された、音楽ライブ映画。

## 概要
Perfumeによる、LINE CUBE SHIBUYAのこけら落とし公演『Reframe2019』を映像化した映画。
副音声上映もあり、Perfumeのメンバーによる「おしゃべり副音声 with you」と、ライゾマティクスの真鍋大度と石橋素が本作に使用されたテクノロジーについて解説する「技術解説副音声」から選択できる。
2021年4月23日より、Netflixにて独占配信されている。
しかし2024年4月21日に配信が終了した。

## 出演
- Perfume
  - 西脇綾香
  - 樫野有香
  - 大本彩乃

## スタッフ
- 監督：佐渡岳利
- ステージ演出・振付：MIKIKO
- ビジュアルデザイン・インタラクションデザイン：ライゾマティクス
- 映像提供：NHK
- 制作プロダクション：NHKエンタープライズ
- 配給・宣伝：日活
- 企画・製作幹事：アミューズ、日活
- 製作：アミューズ、日活、ユニバーサルミュージック、ライゾマティクス、ローソンエンタテインメント、朝日新聞社